# 池田孝
池田 孝（いけだ たかし、1967年2月21日 - 2024年4月27日）は、川崎競馬場に所属していた調教師。南関東、川崎開催リーディングトレーナー争いに毎年のごとく顔を出す川崎競馬場を代表する調教師の一人であった。
2007年南関東リーディングトレーナー、2006-2010年及び2012年川崎開催リーディングトレーナー。厩務員時代には東京大賞典や東京王冠賞を制したドルフィンボーイを担当した。

## 経歴
北海道岩見沢市出身。姉はホッカイドウ競馬の元騎手で調教師の角川秀樹の妻。
母子家庭の育ちで、母親が厩舎内の食堂に勤務していた縁から、中学生の時から騎手見習いとして厩舎の手伝いをしていたが、身体の急成長もあり騎手を断念。卒業とともに厩務員となる。
23歳の時に川崎競馬に所属し、翌年より佐々木國廣調教師の下で厩務員としてドルフィンボーイなどの管理を手掛けた。調教師免許を取得し、2001年に亡くなった佐々木の管理馬とスタッフを引き継ぐ形で厩舎を開業した。
初出走・初勝利は2001年11月12日川崎競馬第7競走（メリーベル）。
2011年7月29日、川崎競馬第3競走をラムジュレップで勝利し、地方競馬通算500勝を達成した。
かねてから病気療養中であったが、2024年4月27日に死去した。57歳没。旧池田厩舎の管理馬は林隆之厩舎に転厩となった（ルーチェドーロに関しては池田の死去直前に愛知の今津博之厩舎へ転厩済）。

## エピソード
人一倍の研究心があり、効果が期待できるならば様々なアイテムを取り入れる実践主義である一方で、パドック以外ではメンコを着けない事などを持論としている。

## 主な管理馬
- アンパサンド（東京ダービー、報知オールスターカップ）
- フィリアレギス（桜花賞【浦和】）
- パレガルニエ（東京2歳優駿牝馬、鎌倉記念）
- ベルモントビーチ（マリーンカップ）
- アスターバジル（黒潮盃）
- モエレエターナル（ニューイヤーカップ、ユングフラウ賞）
- ルーチェドーロ（フジノウェーブ記念、笠松グランプリ、東海桜花賞）[7]